# Lestes pictus
Lestes pictus är en trollsländeart som beskrevs av Hagen in Selys 1862. Lestes pictus ingår i släktet Lestes och familjen glansflicksländor. Inga underarter finns listade i Catalogue of Life.